# Аккурган (Туркестанская область)
Аккурган (каз. Аққорған, до 199? г. — Абай) — село в Келесском районе Туркестанской области Казахстана. Входит в состав Биртилекского сельского округа. Код КАТО — 515447200.

## Население
В 1999 году население села составляло 1130 человек (577 мужчин и 553 женщины). По данным переписи 2009 года, в селе проживали 1962 человека (969 мужчин и 993 женщины).